# PSfrag
PSfrag je LaTeX
пакет који омогућава преклапање (ЕПС) фигуре са произвољним LaTeX конструкцијама, правилно поравнатим, смањеним, и ротираним. Корисник може да постави текст таг у ЕПС датотеци и одговарајућу изградњу LaTeX у LaTeX датотеци која ће укључивати датотеку ЕПС. PSfrag ће уклонити ознаку и заменити га одређеном LaTeX градњом.
Аутори PSfrag су Крејг Барат, Мајкл Грант и Дејвид Чарлиз. 

## Основна употреба
- Убацивање једноставне ознаке у EPS датотеци. Ознаке морају бити једноставне речима, алфанумерисане и ненаглашене.
- Додавање LaTeX документа \psfrag команди може се заменити на следећи начин.

```
 \psfrag{tag}[position][psposition][scale][rotation]{LaTeX construction}
```

- Укључивање EPS датотеке у LaTeX документ коришћењем \includegraphics.
- Терет psfrag.sty коришћењем \usepackage.

## Pdf компатибилност
PSfrag није pdf-компатибилан, али постоје спољна решења, као што су pstool, pst-pdf или pdfrack.